# Cricket internazionale nel 1893-1894
La stagione internazionale di cricket del 1893–1994 si è disputata dal settembre 1993 all'aprile 1994. La stagione ha succeduto quella del 1893 e preceduto quella del 1894-1895 e sono state giocate solamente partite di prima classe.

## Sommario
| Tour internazionali | Tour internazionali | Tour internazionali | Tour internazionali | Tour internazionali | Tour internazionali | Tour internazionali |
| Data                | Squadra di casa     | Squadra ospite      | Risultato [Partite] | Risultato [Partite] | Risultato [Partite] | Risultato [Partite] |
| Data                | Squadra di casa     | Squadra ospite      | Test                | ODI                 | FC                  | LA                  |
| ------------------- | ------------------- | ------------------- | ------------------- | ------------------- | ------------------- | ------------------- |
| 15 febbraio         | Nuova Zelanda       | New South Wales     | —                   | —                   | 0–1 [1]             | —                   |